# Kondagaon
Kondagaon är en ort i Indien.   Den ligger i distriktet Bastar och delstaten Chhattisgarh, i den centrala delen av landet, 1 100 km söder om huvudstaden New Delhi. Kondagaon ligger 597 meter över havet och antalet invånare är 27 626.
Terrängen runt Kondagaon är platt, och sluttar söderut. Runt Kondagaon är det ganska tätbefolkat, med 96 invånare per kvadratkilometer. Det finns inga andra samhällen i närheten. I omgivningarna runt Kondagaon växer huvudsakligen savannskog.